# Золотой Остап
Фестива́ль «Золото́й Оста́п»  — международный фестиваль юмора и сатиры. Проводится с 1992 года в Санкт-Петербурге. С 2005 года трансформирован в фестиваль комедийного кино и юмора «Золотой Остап».

## Премия
Премия «Золотого Остапа» — первый в истории СНГ приз за наивысшие достижения в жанре сатиры и юмора.
Приз был учреждён Санкт-Петербургским «Домом сатиры и юмора».
Название получил по имени Остапа Бендера — популярного литературного героя повестей И. Ильфа и Е. Петрова «Двенадцать стульев» и «Золотой телёнок».
Лауреатам премии «Золотого Остапа» вручается диплом лауреата и статуэтка «Золотого Остапа» — позолоченная 40-сантиметровая фигурка Остапа Бендера. По некоторым сведениям, под позолотой скрывается парафиновая статуэтка. По другим источникам, приз изготовлен из фаянса и покрыт позолотой на Ленинградском фарфоровом заводе. В 1994 году в СМИ сообщалось, что благодаря поддержке ряда крупных фирм «вечно ломавшаяся и бившаяся фарфоровая призовая статуэтка, по дружбе исполнявшаяся из этого недорогого материала знакомыми фабрикантами» заменена скульптурой «из благородного металла».
Со слов создателя статуэтки — скульптора Василия Аземши, который в 2003 году подчеркнул, что «"Остап" стал крепче в щиколотках», эволюция призового изваяния выглядит так: если первая модификация страдала общей хрупкостью, то Великий Комбинатор второй модификации, изготовленный методом гальванопластики и водружённый на яшмовый постамент, оказался «слабоват в щиколотках»; после этого «статуэтка отлита из бронзы и покрыта золочением, как ампирная скульптура».
Первыми лауреатами премии «Золотого Остапа» стали Ефим Шифрин и Клара Новикова (Санкт-Петербург, 1992 год).

## История
Генеральным продюсером, одним из идейных вдохновителей и сопредседателем Оргкомитета фестиваля «Золотой Остап» стал Сергей Рогов — петербургский предприниматель и меценат, генеральный директор АО «Финансовая группа Роско», владевшего контрольным пакетом акций Тобольского нефтехимического комбината.
19 ноября 1996 года, накануне открытия пятого по счёту фестиваля, намеченного на 22 ноября, Сергей Рогов пал жертвой заказного убийства, осуществлённого в подъезде дома № 36 на Магазейной улице в городе Пушкине, где он проживал с семьёй. Выступая по свежим следам этой трагедии, постоянный участник всех фестивалей «Золотой Остап» Михаил Жванецкий сказал:

Жалко нас. Никто за нас не хочет пройти наш путь. Придётся нам. Жалко нас. Жалко. Не надо впадать в отчаяние. Я думаю, что мы преодолеем. «Мы» — это, конечно, не мы теперешние, а все мы с последующими. Теперешних нас, конечно, жалко. Из того, что обещали, — ничего. Ни они нам, ни мы им. Что умели — забыли. Что умеем — никому не нужно. Живём меньше всех…
Сергей Рогов прожил всего сорок два года. «Золотой Остап» не был для него главным делом в жизни, просто он любил всё это — весёлую шутку, розыгрыши, любил этих ребят, которые, несмотря ни на что, стараются вызвать улыбку у тех, кто их слушает. Он — преуспевающий коммерсант с широкими финансовыми интересами — помогал им своими деньгами, связями, своим энтузиазмом и энергией.

В прошлом году девизом фестиваля стал лозунг: «Давайте жить, умирая от смеха». Сергей Рогов и умер так же…— Восточный экспресс. Жалко нас! (Рубрика Олега Разумовского)
После этого компания «Роско», а с ней и организация фестивалей «Золотой Остап», перешли Дмитрию Филиппову — совладельцу ряда крупнейших финансово-промышленных групп (в том числе Тобольского нефтехимического комбината и банка «МЕНАТЕП»). Дмитрий Филиппов продолжал организовывать спонсирование проведения фестиваля «Золотой Остап» на протяжении двух лет. В 1998 году фестиваль проходил 15—16 октября на сцене БКЗ «Октябрьский». Накануне его открытия, 10 октября 1998 года, Филиппов стал жертвой покушения (скончался 13 октября).